# Club Atlético Escuela Presidente Roca
El Club Atlético Escuela Presidente Roca, conocido comúnmente como Escuela Presidente Roca, es un club deportivo de la ciudad de Córdoba, Argentina. Fue fundado el 1 de enero de 1919 y juega en la Primera División de la Liga Cordobesa de Fútbol.

## Historia
El club fue fundado el primer día de 1919 por estudiantes de la Escuela de Artes y Oficios Presidente Roca, localizada en el parque Sarmiento. El color de su camiseta era completamente blanco, hasta que enfrentaron a otro equipo del mismo color y añadieron el negro, lo que también dio origen a su apodo.
En 1924, lograron su primer ascenso a Primera A de la Liga Cordobesa de Fútbol. Entre 1986 y 1998 se fusionó con Avellaneda, lo que dio origen al Club Deportivo Colón durante ese tiempo. Bajo ese nombre, jugó el Torneo del Interior en dos oportunidades. Tras volver a competir como Escuela Presidente Roca, llegó a jugar el Torneo Federal C y el Torneo Federal B.
Tras finalizar primero en su zona del campeonato de LCF en 2023, consiguió la clasificación al Torneo Regional Amateur 2024-2025.

## Rivalidades
El club mantiene una rivalidad con Avellaneda, con quien sin embargo estuvo fusionado durante 13 años.

## Palmarés
| Títulos locales (2) | Títulos locales (2) | Títulos locales (2) |
| Competición         | Títulos             |                     |
| ------------------- | ------------------- | ------------------- |
| Primera A (LCF)     | 2005, 2007.         |                     |

| Otros títulos locales (3) | Otros títulos locales (3)                    | Otros títulos locales (3) |
| Competición               | Títulos                                      |                           |
| ------------------------- | -------------------------------------------- | ------------------------- |
| Primera A (LCF)           | Clausura 2001, Apertura 2005, Clausura 2013. |                           |